# Batalla de Albelda
Se conoce con el nombre de batalla de Albelda a dos acontecimientos bélicos ocurridos en las proximidades de la localidad de Albelda de Iregua en La Rioja en el marco de la reconquista cristiana de la península ibérica. El primero está datado c. 852 y el segundo en 859.

## Primera contienda
Hacia el año 852 tropas asturianas y vasconas se enfrentaron a Musa ibn Musa, de los Banu Qasi, en las proximidades de Albelda. La batalla finalizó con la victoria del ejército musulmán, lo que le posibilitó controlar la práctica totalidad del territorio de la actual La Rioja. Tras esta victoria Musa fue nombrado valí de la Marca Superior (852-859).

## Segunda contienda
Musa ibn Musa, al apoderarse de Huesca en 855, había reunido un territorio tan extenso que se hacía llamar "tercer rey de España". Tratando de proporcionarse una base militar en una zona estratégica de comunicación entre las actuales Soria y Logroño, mandó construir una fortaleza en Albelda o Albaida, entre Clavijo y los montes de Viguera. Según la Crónica de Alfonso III en ese momento García Íñiguez de Pamplona abandonó su tradicional alianza con los Banu Qasi para aliarse con los asturianos. Ordoño I de Asturias se adelantó al peligro que podría suponer la nueva fortaleza y en 859 la atacó y destruyó, causando una gran derrota a los Banu Qasi. 
Tras la derrota musulmana en esta batalla, en 860 la monarquía asturiana llevó a cabo la repoblación de Amaya, intensificando de esa manera el fenómeno repoblador en el alto Ebro y los territorios ubicados en la margen izquierda del Duero.